# Lista placówek oświatowych w Żorach
W Żorach znajduje się 13 publicznych przedszkoli oraz liczne placówki oświatowe wymienione poniżej.

## Szkoły podstawowe
| Numer                                                     | Patron                         | Data utworzenia | Rodzaj szkoły    | Adres                         |
| --------------------------------------------------------- | ------------------------------ | --------------- | ---------------- | ----------------------------- |
| Szkoła Podstawowa nr 1                                    | im. Janusza Korczaka           |                 | szkoła publiczna | ul. Słoneczna 1 (Kleszczówka) |
| Szkoła Podstawowa nr 3                                    | im. Żorskich Twórców Kultury   |                 | szkoła publiczna | os. 700-lecia Żor             |
| Szkoła Podstawowa nr 5 (Zespół Szkolno-Przedszkolny Nr 5) |                                |                 | szkoła publiczna | ul. Strażacka 6 (Baranowice)  |
| Szkoła Podstawowa nr 6 (Zespół Szkolno-Przedszkolny Nr 6) | im. Tadeusza Kościuszki        |                 | szkoła publiczna | ul. Pszczyńska 81 (Kleszczów) |
| Szkoła Podstawowa nr 7 (Zespół Szkolno-Przedszkolny Nr 7) | im. ks. dr Franciszka Harazima |                 | szkoła publiczna | ul. Szkolna 8 (Osiny)         |
| Szkoła Podstawowa nr 8                                    | im. Adama Mickiewicza          |                 | szkoła publiczna | ul. Wysoka 13 (Rogoźna)       |
| Szkoła Podstawowa nr 9 (Zespół Szkolno-Przedszkolny Nr 9) | im. Henryka Sienkiewicza       |                 | szkoła publiczna | ul. Rybnicka 226 (Rowień)     |
| Szkoła Podstawowa nr 11 (Zespół Szkół Nr 5)               | im. Gustawa Morcinka           |                 | szkoła publiczna | ul. Wodzisławska 201 (Rój)    |
| Szkoła Podstawowa nr 12 (specjalna)                       | im. Matki Teresy z Kalkuty     |                 | szkoła publiczna | os. Pawlikowskiego            |
| Szkoła Podstawowa nr 13 (Zespół Szkół Nr 6)               | im. Polskich Olimpijczyków     |                 | szkoła publiczna | os. Pawlikowskiego            |
| Szkoła Podstawowa nr 15                                   |                                |                 | szkoła publiczna | os. Sikorskiego               |
| Szkoła Podstawowa nr 16 z Oddziałami Integracyjnymi       | im. Marii Konopnickiej         |                 | szkoła publiczna | os. Korfantego                |
| Szkoła Podstawowa nr 17                                   | im. Stanisława Ligonia         |                 | szkoła publiczna | os. Powstańców Śląskich       |

## Gimnazja
Lista 8 publicznych gimnazjów, jedno społeczne i specjalne:
| Numer               | Patron/ imienia               | Data utworzenia | Rodzaj szkoły    | Adres                                  |
| ------------------- | ----------------------------- | --------------- | ---------------- | -------------------------------------- |
| Gimnazjum nr 1      | Karol Miarka                  | 1912-02-05      | szkoła publiczna | ul. Powstańców 6                       |
| Gimnazjum nr 2      | Wojciech Korfanty (w trakcie) | 1999            | szkoła publiczna | ul. Klimka 7                           |
| Gimnazjum nr 3      | Jacek Kuroń                   | 1999-09-01      | szkoła publiczna | os. im. gen. Władysława Sikorskiego 52 |
| Gimnazjum nr 4      |                               | 1999            | szkoła publiczna | os. ks. Władysława                     |
| Gimnazjum nr 5      | Jan Paweł II                  |                 | szkoła publiczna | ul. Wodzisławska 201                   |
| Gimnazjum nr 6      | im. Polskich Olimpijczyków    | 1983-09-01      | szkoła publiczna | os. Pawlikowskiego                     |
| Gimnazjum nr 7      | im. Matki Teresy z Kalkuty    |                 | szkoła specjalna | os. Pawlikowskiego                     |
| Gimnazjum nr 8      | Maria Konopnicka              | 1980-09-01      | szkoła publiczna | os. W Korfantego                       |
| Gimnazjum Społeczne | im. Wspólnej Europy           |                 | szkoła społeczna | ul. Fabryczna 10                       |

## Szkoły ponadgimnazjalne
- 10 szkół ponadgimnazjalnych w tym 4 Licea Ogólnokształcące:
- Społeczne Liceum Ogólnokształcące Zespołu Szkół Społecznych im. Wspólnej Europy

| Numer                                 | Patron                         | Data utworzenia | Rodzaj szkoły    | Adres                           |
| ------------------------------------- | ------------------------------ | --------------- | ---------------- | ------------------------------- |
| I Liceum Ogólnokształcące             | im. Karola Miarki              | 1912            | szkoła publiczna | ul. Powstańców 6                |
| II Liceum Ogólnokształcące            | im. ks. prof. Józefa Tischnera |                 | szkoła publiczna | ul. Boryńska 2                  |
| III Liceum Ogólnokształcące           | im. Zbigniewa Herberta         | 1995            | szkoła publiczna | os. gen. Władysława Sikorskiego |
| Liceum Ogólnokształcące dla Dorosłych |                                |                 | szkoła publiczna | ul. Powstańców 6                |
| Społeczne Liceum Ogólnokształcące     | Wspólnej Europy                |                 | szkoła społeczna | ul. Fabryczna 10                |

## Uczelnie
- Górnośląska Wyższa Szkoła Handlowa w Katowicach – wydział zamiejscowy

## Szkoły artystyczne
- Państwowa Szkoła Muzyczna I stopnia
- Samorządowa Szkoła Muzyczna II stopnia